# Ejidos de Mariposa
Ejidos de Mariposa es un caserío peruano ubicado en las periferias de la ciudad de Piura, en el distrito de Piura, perteneciente a la provincia y departamento homónimo, al norte del Perú. 

## Ubicación
Ejidos de Mariposa se ubica al oeste de la provincia de Piura, en el distrito de Piura, en el departamento de Piura.

## Demografía
En 2017 Ejidos de Mariposa tenía una población de 465 habitantes.
| Gráfica de evolución demográfica de Ejidos de Mariposa entre 1993 y 2017 |
|                                                                          |
| Fuentes: Población 1993 y 2017                                           |